# Cainscross

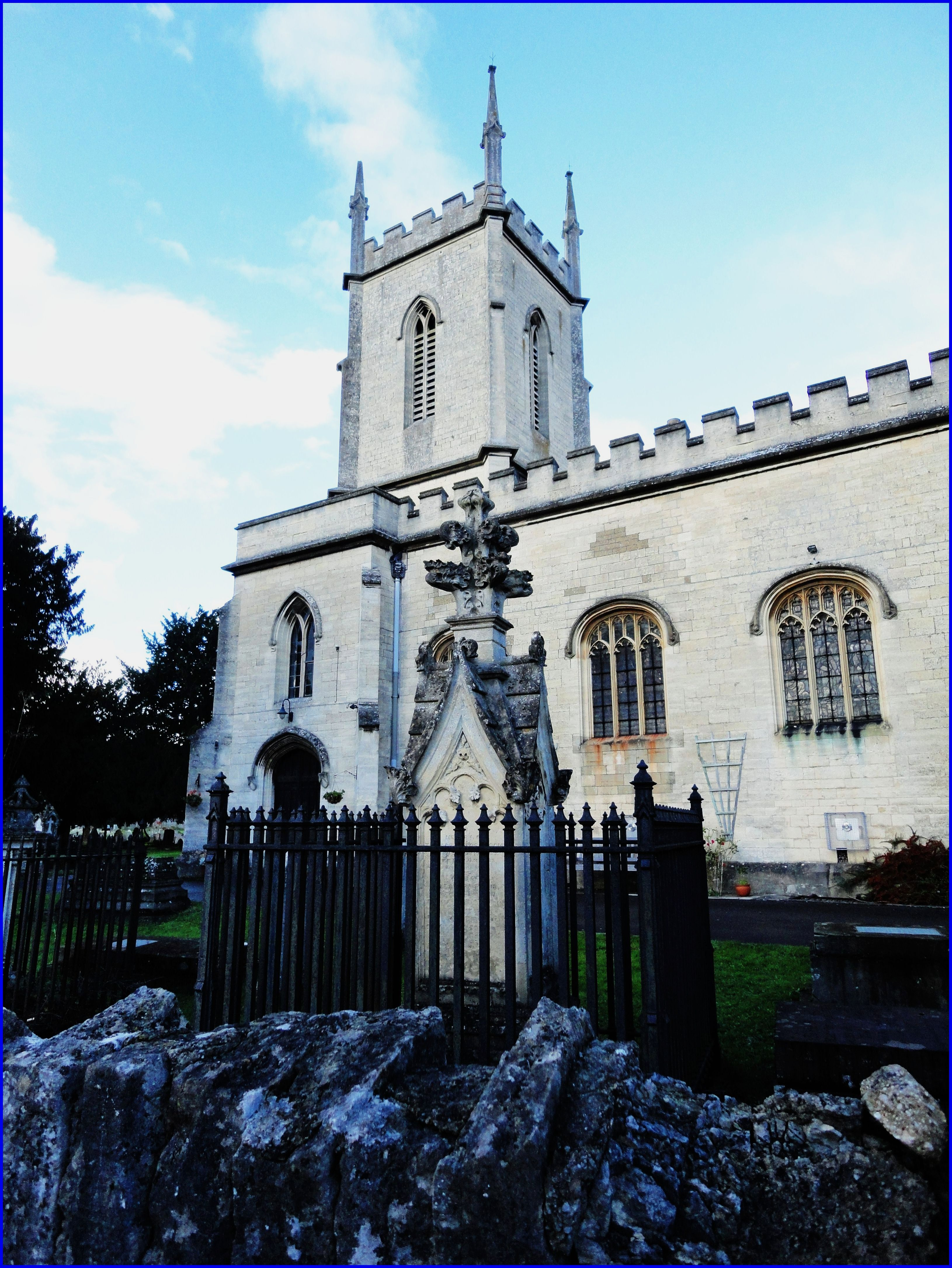
Cainscross, St Matthew's Church

Cainscross é uma pequena cidade e paróquia do distrito de Stroud, no condado de Gloucestershire, na Inglaterra. De acordo com o Censo de 2011, tinha 6479 habitantes. Tem uma área de 1,82 km².